# Gerand blaasjesmos
Gerand blaasjesmos (Sphaerocarpos texanus) is een soort levermos uit de familie Sphaerocarpaceae. Het komt voor in kale cultuurgrond en lemig zand.

## Kenmerken
Gerand blaasjesmos is een klein, tweehuizig, thalleus levermos. De soort is seksueel dimorf, met mannelijke planten die gewoonlijk een diameter van 3-5 mm hebben, en vrouwtjes tot 12 mm in diameter. Zowel mannelijke (dragende antheridiën) als vrouwelijke (dragende archegoniën) planten zijn heldergroen, waarbij de thallus meerdere keren vertakt. De plant is een jaarlijkse winterplant, verschijnt in de herfst en sterft in de lente. Opvallend is dat de sporen voorkomen in sets van vier, de zogenaamde tetrads. In tegenstelling tot de meeste andere soorten levermos blijven de sporen in deze tetrads totdat ze ontkiemen.
Gerand blaasjesmos is een tweehuizige winterannuel, net als gestekeld blaasjesmos (Sphaerocarpos michelii). De sporen van beide soorten zijn groot en worden als tetraden verspreid, zodat mannetjes en vrouwtjes doorgaans dicht bij elkaar groeien en de planten vaak sporenkapsels maken. Uit Amerikaans onderzoek is bekend, dat de populaties een langlevende sporenvoorraad in de bodem kunnen opbouwen.

## Ecologie
De vondsten van gerand blaasjesmos komen niet alleen van akkerranden en tuinen, maar ook van greppels langs wegen, opengetrapte plekken in graslanden en boomgaarden, en begraafplaatsen. Net als gestekeld blaasjesmos groeit de soort op allerlei open, verstoorde, eutrofe, matig vochtige bodems: löss, leem, klei, maar ook zand. Begeleidende soorten zijn onder meer gevoord landvorkje (Riccia bifurca), fijnkorrelknikmos (Bryum gemmilucens), kleigreppelmos (Dicranella varia), knolletjesgreppelmos (Dicranella staphylina), gewoon kleimos (Tortula truncata) en enkele goudkorrelmossen.

## Verspreiding
Gerand blaasjesmos heeft een breed verspreidingsgebied, waarschijnlijk de grootste van alle soorten in zijn geslacht. De soort is aangetroffen op verschillende continenten, in Noord-Amerika (Verenigde Staten), Zuid-Amerika (Uruguay), Afrika (Marokko) en verschillende Europese landen.
De soort heeft een submediterraan-subatlantische verspreiding in het laagland van Europa, en komt ook voor op de Azoren en de Canarische Eilanden. In Duitsland is de soort zeer zeldzaam en vrijwel beperkt tot het westen van het land, en in het Verenigd Koninkrijk is de soort beperkt tot de Kanaaleilanden en het uiterste zuiden van Engeland. In België is de soort iets minder zeldzaam. 
In Nederland is gerand blaasjesmos zeer zeldzaam. Het staat op de Nederlandse Rode Lijst in de categorie 'gevoelig'. De soort is in Nederland weliswaar zeldzaam, maar is toch vaker gevonden dan gestekeld blaasjesmos. De verspreiding is vrijwel beperkt tot Noord-Brabant en Zuid-Limburg, de soort ook gevonden ten westen van Zutphen (2010) en in Beek bij Nijmegen (2012).
In Noord-Amerika is de soort algemener, en komt daar ook voor op meer natuurlijke standplaatsen zoals open plekken in de prairie, net gestekeld blaasjesmos. Er werd wel verondersteld, dat beide soorten vanuit Amerika door de mens naar Europa gebracht zijn. Hoewel enige import zeker niet valt uit te sluiten, lijkt in ieder geval gerand blaasjesmos van nature in Europa voor te komen, omdat de Europese planten van de Amerikaanse afwijken in de morfologie en DNA-sequentie van een paar chromosomen.

## Fotogalerij

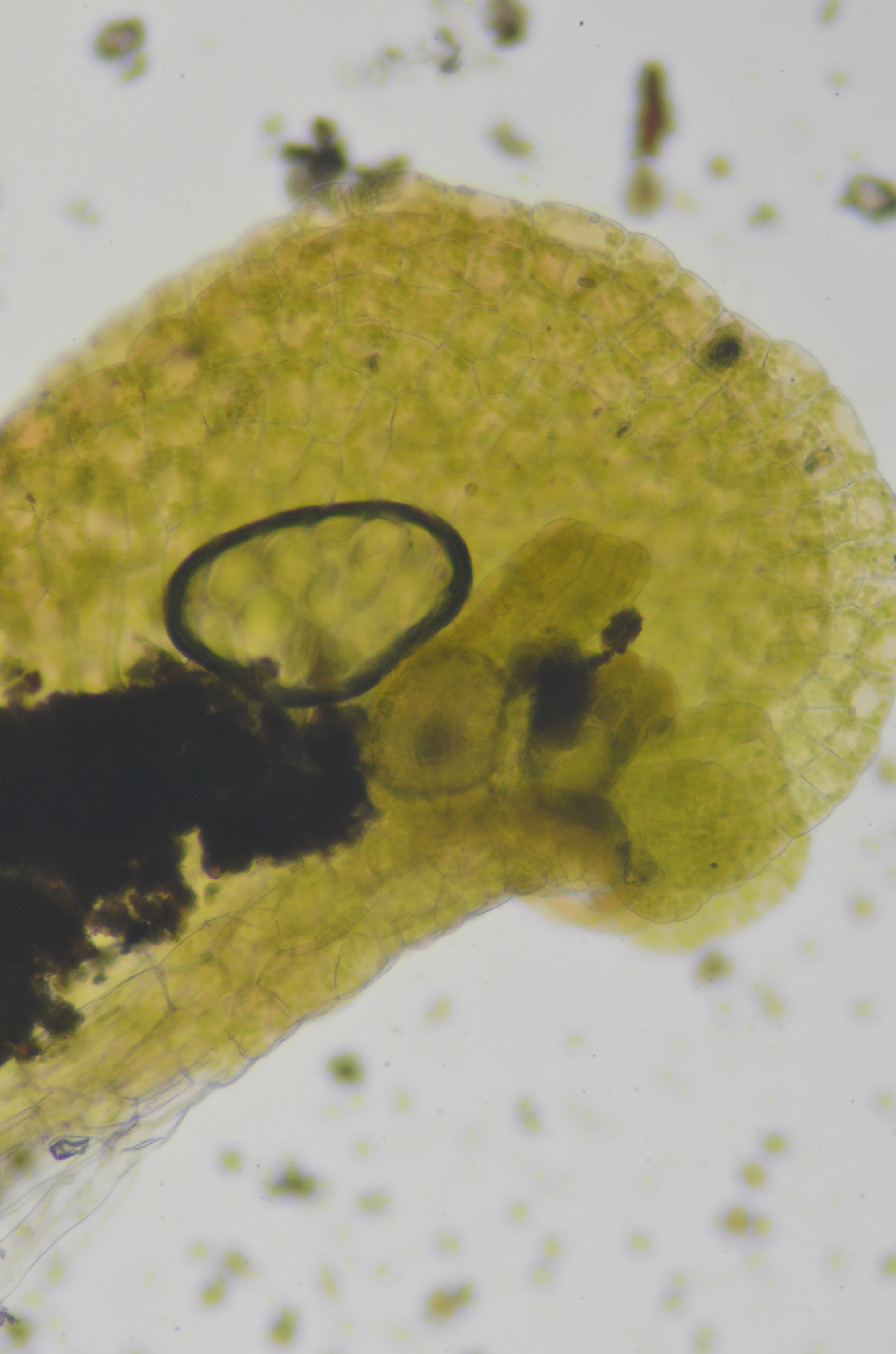
Bladcellen